# Batalla del bosque de Belleau
La batalla del bosque de Belleau se produjo durante la Ofensiva de Primavera en 1918 durante la Primera Guerra Mundial, cerca del río Marne en Francia. La batalla se libró entre la 2.ª y la 3.ª División de Infantería estadounidense, contra una variedad de unidades alemanas, incluidos los elementos de las divisiones 237.ª, 10.ª, 197.ª, 87.ª y 28.ª.

## Antecedentes
En marzo de 1918, con cerca de 50 divisiones adicionales liberadas del Frente Oriental tras la firma del armisticio con Rusia, el ejército alemán inició una serie de ataques en el frente occidental, con la esperanza de derrotar a los aliados antes de que las fuerzas estadounidenses se encontrasen a pleno funcionamiento. En el norte, el 5.º Ejército Británico fue virtualmente destruido durante dos ofensivas, Operación Michael y la batalla de Lys. En mayo de ese mismo año los alemanes lanzaron una ofensiva contra el ejército francés entre Soissons y Reims, conocida como la tercera batalla de Aisne, el 27 de mayo los alemanes llegaron a la orilla norte del río Marne en Château Thierry, a 64 km de París. Dos divisiones del Ejército estadounidense, la 2.ª y 3.ª, fueron enviadas por los aliados para detener el avance alemán. El 31 de mayo, la 3.ª División detuvo el avance alemán en Château Thierry, obligándoles a girar a la derecha hacia Vaux.
El 1 de junio, los aliados tomaron Château Thierry y Vaux, y las tropas alemanas se retiraron al bosque de Belleau. La 2.ª División de Infantería, que incluía una brigada de marines, fue desplegada a lo largo de la autopista París-Metz. El 9.º Regimiento de Infantería fue colocado entre la carretera y el Marne, mientras que el 6.º Regimiento de Marines se desplegó a su izquierda. El 5.º Regimiento de Marines y el 23.er Regimiento de Infantería se encontraban en la reserva.

## Batalla
En la tarde del 1 de junio, las fuerzas alemanas abrieron un agujero en las líneas francesas a la izquierda de la posición de los Marines. En respuesta, la reserva de estadounidense, el 23.er Regimiento de Infantería, el 1.erBatallón, 5.º Regimiento de Marines, y un batallón de ametralladoras del 6.º Regimiento de Marines, llevaron a cabo una marcha forzada de más de 10 kilómetros, para cerrar la brecha, la cual la alcanzaron en la madrugada. Pero la noche del 2 de junio, las fuerzas estadounidenses, mantenían unos 19 km de primera línea, al norte de la autopista París-Metz, a través de campos de cereales y bosques dispersos, al oeste de Lucy, y al norte de la colina 142. Por el contrario la línea alemana iba de Vaux a Bouresches y Belleau.

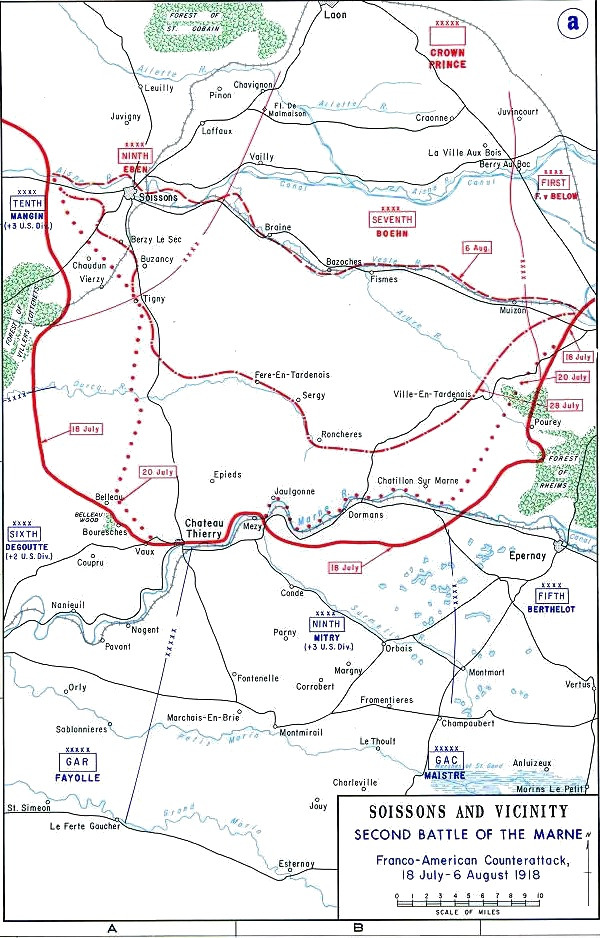
Mapa de la batalla de Bellau Wood (West Point)

### Avance alemán
Los comandantes alemanes ordenaron un avance en Marigny y Lucy a través del bosque de Belleau como parte de una gran ofensiva, en la que otras tropas alemanas cruzarían el río Marne. El comandante de la Brigada de Marines, el general de ejército James Harbord, que revocó una orden francesa, ordenó a su marines atrincherarse y mantener la posición. Con las bayonetas como herramienta, los marines no pudieron hacer muy profundas sus posiciones, y tuvieron que disparar solamente tumbados. En la tarde del 3 de junio, la infantería alemana atacó las posiciones de los marines a través de los campos de cereales con la bayoneta calada. Los marines esperaron hasta que los alemanes se acercaron a 90 m de sus posiciones, antes de abrir fuego, diezmando las filas de la infantería alemana y obligaron a los supervivientes a retirarse al bosque.
Después de haber sufrido numerosas bajas, los alemanes se posicionaron en una línea defensiva a lo largo de la colina 204, justo al este de Vaux, a lo largo de la carretera París-Metz y hacia el norte a través del bosque de Belleau a Torcy-en-ValoisTorcy.
Después de insistir a los marines, en varias ocasiones, para que se retiraran, el capitán Lloyd W. Williams del 2.º Batallón, 5.º Regimiento les replicó con la célebre frase «¿Retirarse? Diablos, si acabamos de llegar». el comandante de su batallón, el mayor Frederic Wise, confirmó que Willians dijo la famosa frase.
El 4 de junio, el mayor general Bundy, al mando de la 2.ª División de Infantería, tomó el mando del sector estadounidense. Durante dos días, los marines repelieron los continuos ataques alemanes. Con la llegada de la 167.ª División francesa, Bundy pudo consolidar sus 1800 m de frente. La 3.ª Brigada del mayor Bundy, se posicionó en el sector sur del frente, mientras que la Brigada de Marines ocupó el norte.

### Ataque a la Colina 142
A las 03:45 horas de la madrugada del 6 de junio, los Aliados planearon un ataque contra los alemanes. La 167.ª División francesa atacó por la izquierda de la línea estadounidense, mientras que los marines atacaron la colina 142 para proteger el flanco francés. Como parte de la segunda fase, la 2.ª División trataría de capturar la cresta que domina Torcy y el bosque de Belleau, así como la ocupación del bosque de Belleau. Sin embargo, los marines cometieron el error de no explorar el bosque, y como consecuencia de este error los marines no supieron que allí se encontraba atrincherado un regimiento de infantería alemana, con una red de nidos de ametralladoras y artillería.
Al amanecer, el 1.er Batallón, 5.º Regimiento, al mando del mayor Julius Turrill, atacó la Colina 142, pero solo dos compañías estaban en posición. Los marines avanzaban con la bayoneta calada a través de un campo de trigo, que fue barrido continuamente con fuego de ametralladoras y de artillería alemana, diezmando a los marines. El capitán Crowther, comandante de la 67.ª Compañía, murió casi de inmediato. El capitán Hamilton y la 49.ª Compañía, pelearon metro a metro, luchando contra los alemanes bien atrincherados, y pudieron avanzar 546 m. En este punto, Hamilton había perdido cinco oficiales, mientras que en la 67.ª Compañía había un solo oficial con vida. Hamilton reorganizó las dos compañías, estableciendo puntos fuertes y una línea defensiva.
En el contraataque alemán, el sargento de artillería Ernest A. Janson, que se había alistado con el nombre de Charles Hoffman, se convirtió en el primer marine en recibir la Medalla de Honor en la Primera Guerra Mundial, cuando repelió un avance de doce alemanes, matando a dos con su bayoneta antes de que los demás huyeran. Hulbert Henry también fue citado por avanzar a través del fuego enemigo.
Los flancos del mayor Turrill se encontraban sin protección y los marines estaban agotando su munición rápidamente. Sin embargo por la tarde, los marines habían capturado la Colina 142, a un costo de nueve oficiales y la mayoría de los 325 hombres del batallón.

### Los marines atacan el bosque de Belleau

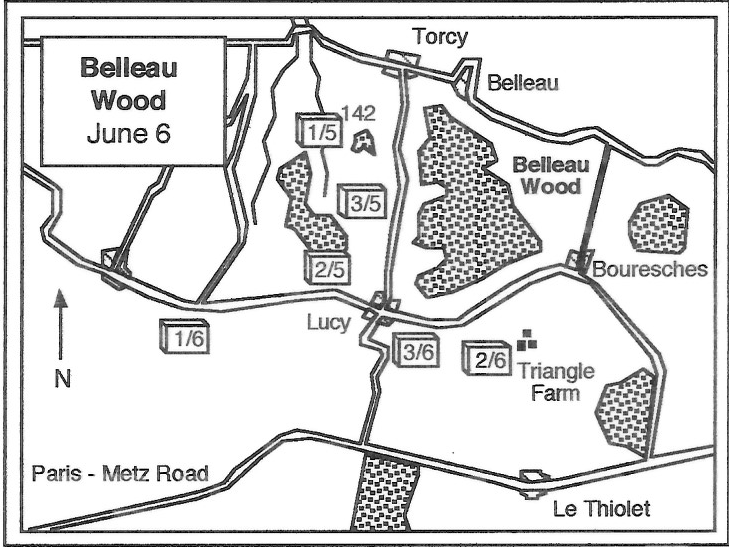
Mapa con la ubicación de los marines en el bosque de Belleau y sus alrededores, 6 de junio de 1918.

A las 17:00 horas del 6 de junio, el 3.er Batallón, 5.º Regimiento (3/5), al mando del mayor Benjamin S. Berry, y el 3.er Batallón, 6.º Regimiento (3/6), al mando del mayor Berton W. Sibley, avanzaron desde el oeste hacia el bosque de Belleau como parte de la segunda fase de la ofensiva aliada. Una vez más, los marines tuvieron que avanzar a través de un campo de trigo, bajo el fuego de las ametralladoras. Los marines tuvieron que luchar contra cuatro divisiones alemanas, a menudo cuerpo a cuerpo, usando las bayonetas e incluso las manos. Durante la batalla se pudo escuchar, lo que hoy en día es una de las citas más famosas dentro de las tradiciones del Cuerpo de Marines, el sargento de artillería Daniel Daly, ganador de dos Medallas de Honor y que había servido previamente en las Filipinas, Santo Domingo, Haití, Pekín y Veracruz, dijo «Vamos, hijos de puta ¿queréis vivir para siempre?» (originalmente en inglés Come on, you sons of bitches, do you want to live forever?
Las primeras oleadas de marines, fueron diezmadas, el mayor Berry fue herido en el antebrazo durante el avance. A su derecha, el 3.er, 6.º Regimiento, del mayor Sibley, se internó en el extremo sur del bosque de Belleau, encontrándose con fuego pesado de ametralladoras, francotiradores y alambradas. El 6 de junio, los marines sufrieron más bajas que en cualquier otro día de su historia, un registro que no se superaría hasta la batalla de Tarawa. 1087 hombres murieron o resultaron heridos sin embargo, los marines tenían ahora un punto de apoyo en el bosque de Belleau.

### Los combates en el bosque de Belleau

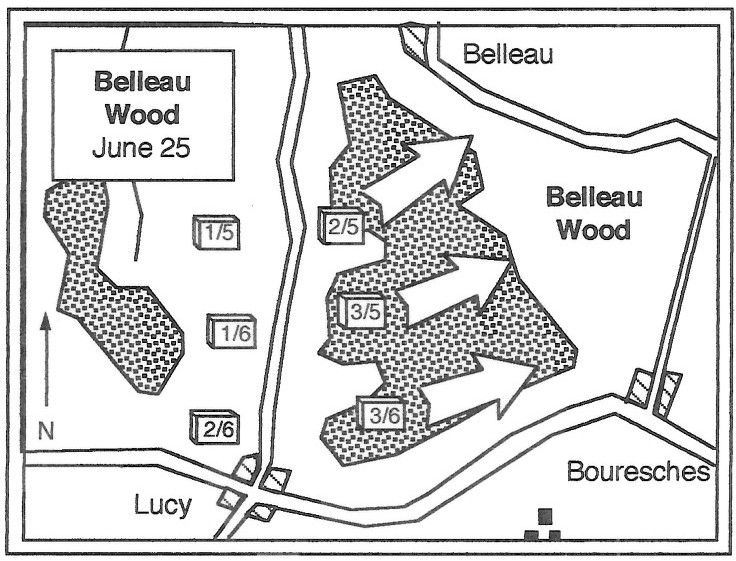
Mapa de los ataques de los marines para asegurar el bosque, 25 de junio de 1918

La batalla se encontraba en un punto muerto. En la medianoche del 7 al 8 de junio, un ataque alemán fue detenido en seco y los estadounidenses contraatacaron en la mañana del 8 de junio, pero fueron rechazados. El batallón del mayor Sibley, después de haber sufrido casi 400 bajas, fue relevado por el 1.erBatallón, 6.º Regimiento (1/6). El mayor Shearer se hizo cargo del 3.erBatallón, 5.º Regimiento cuando el mayor Berry fue herido. El 9 de junio, la enorme barrera de fuego lanzada por la artillería estadounidenses y francesa, devastó el bosque, convirtiendo a la atractiva zona de caza, en una selva de árboles destrozados. Los alemanes pudieron contrarrestar el ataque y reorganizar sus defensas en el interior del bosque.
En la mañana del 10 de junio, el 1.er Batallón, 6.º Regimiento del mayor Hughes, junto con soldados del 6.º Batallón atacaron la zona norte del bosque. Aunque inicialmente este ataque parecía estar teniendo éxito, fue detenido también por fuego de ametralladora. El comandante del 6.º Batallón, el mayor Cole, fue herido de muerte. El capitán Harlan Major, como capitán de mayor antigüedad en el batallón, tomó el mando. Durante estos ataques los alemanes utilizaron grandes cantidades de gas mostaza. El 2.º Batallón, 5.º Regimiento del mayor Wise, recibió la orden de atacar desde el oeste, mientras que Hughes continuaba con su avance desde el sur.
A las 04:00 horas, de la mañana del 11 de junio, los hombres del mayor Wise avanzaban a través de una espesa niebla hacia el bosque de Belleau, con el apoyo de las compañías 23.ª y 77.ª, del 6.º Batallón. Los pelotones fueron aislados y aniquilados por el fuego cruzado de las ametralladoras. Se descubrió que los batallones habían avanzado en la dirección equivocada. En lugar de moverse hacia el nordeste, habían atravesado el bosque a través de un estrecho paso, sin embargo, rompieron las líneas defensivas alemanas del sur. Un soldado alemán de una de las compañías, a la que solo le quedaban 30 de los 120 hombres con los que contaba al inicio de la batalla, escribió tenemos frente a nosotros a los americanos, que son terriblemente temerarios.
En general, los marines lanzaron seis ataques a los bosques antes de que consiguieran expulsar a los alemanes. Lucharon contra unidades de cinco divisiones alemanas, a menudo usando sólo sus bayonetas o cuerpo a cuerpo.
El 26 de junio, el 23.er Batallón, 5.º Regimiento, con el apoyo de dos compañías del 4.º Batallón y la 15.ª Compañía del 6.º Batallón, finalmente pudieron despejar el bosque de alemanes. Ese día se envió un escueto informe, El bosque es ahora del Cuerpo de Marines de los Estados Unidos. terminando así una de las batallas más sangrientas y feroces en la que participaron las tropas estadounidenses en esta guerra.

## Secuelas

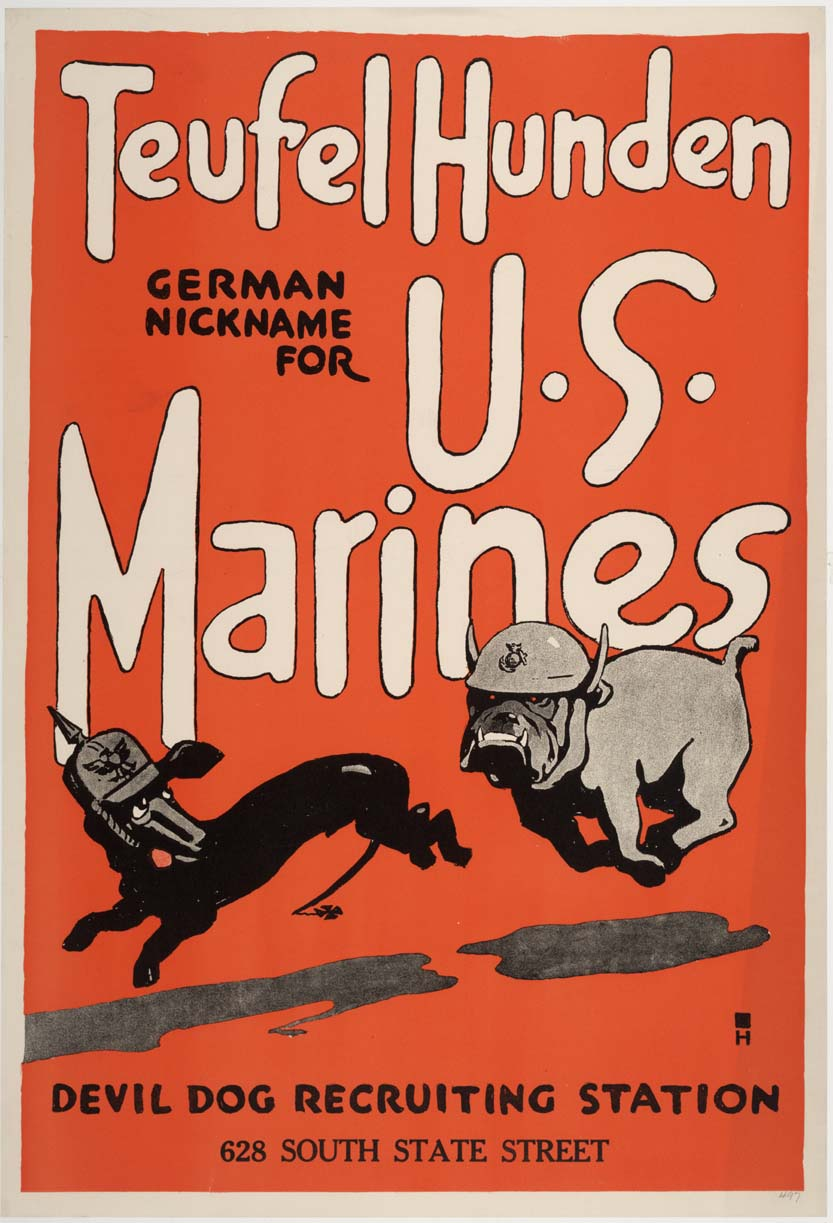
Póster de reclutamiento de los marines

Las fuerzas estadounidenses sufrieron 9777 bajas, incluyendo 1811 muertos.
Muchos de ellos están enterrados en el cercano Cementerio Estadounidense de Aisne-Marne. No hay información clara sobre el número de alemanes muertos, aunque 1600 alemanes fueron hechos prisioneros.
Después de la batalla, los franceses cambiaron de nombre al bosque, pasó a llamarse Bois de la Brigada des Marines (Bosque de la Brigada de Marines) en honor a la tenacidad de los marines. El gobierno francés concedió a la 4.ª Brigada la Croix de Guerre. El bosque de Belleau, es donde presuntamente los marines recibieron su apodo de Perros del Diablo (Teufel Hunden) (Devil Dogs ) (en realidad Teufelshunde en alemán), por la ferocidad con que atacaban. Un informe oficial alemán clasificaba a los marines como vigorosos, seguros de sí mismos, y tiradores notables... El general Pershing, comandante de la Fuerza Expedicionaria Estadounidense, llegó a decir: «¡El arma más letal del mundo es un marine y su fusil!» Pershing también dijo que «la batalla del bosque de Belleau fue para los Estados Unidos la mayor batalla desde Appomattox y el compromiso más importante que nuestras tropas habían tenido nunca con un enemigo extranjero».

## Legado
En 1923, fue construido un monumento en el Cementerio y Memorial Estadounidense de Aisne-Marne. El teniente general del Ejército James Harbord, comandante de la 2.ª División y de los marines durante la batalla, nombrado Marine honorario, resumió el futuro del lugar en su discurso:

De vez en cuando, un veterano... vendrán aquí a vivir de nuevo los valientes días de aquel lejano mes de junio. Aquí se elevará a los altares de patriotismo, aquí se renovarán los votos de sacrificio y consagración al país. Aquí vendrán nuestros compatriotas en horas de depresión, e incluso de fracaso, y tomarán un nuevo valor de este santuario de grandes hazañas

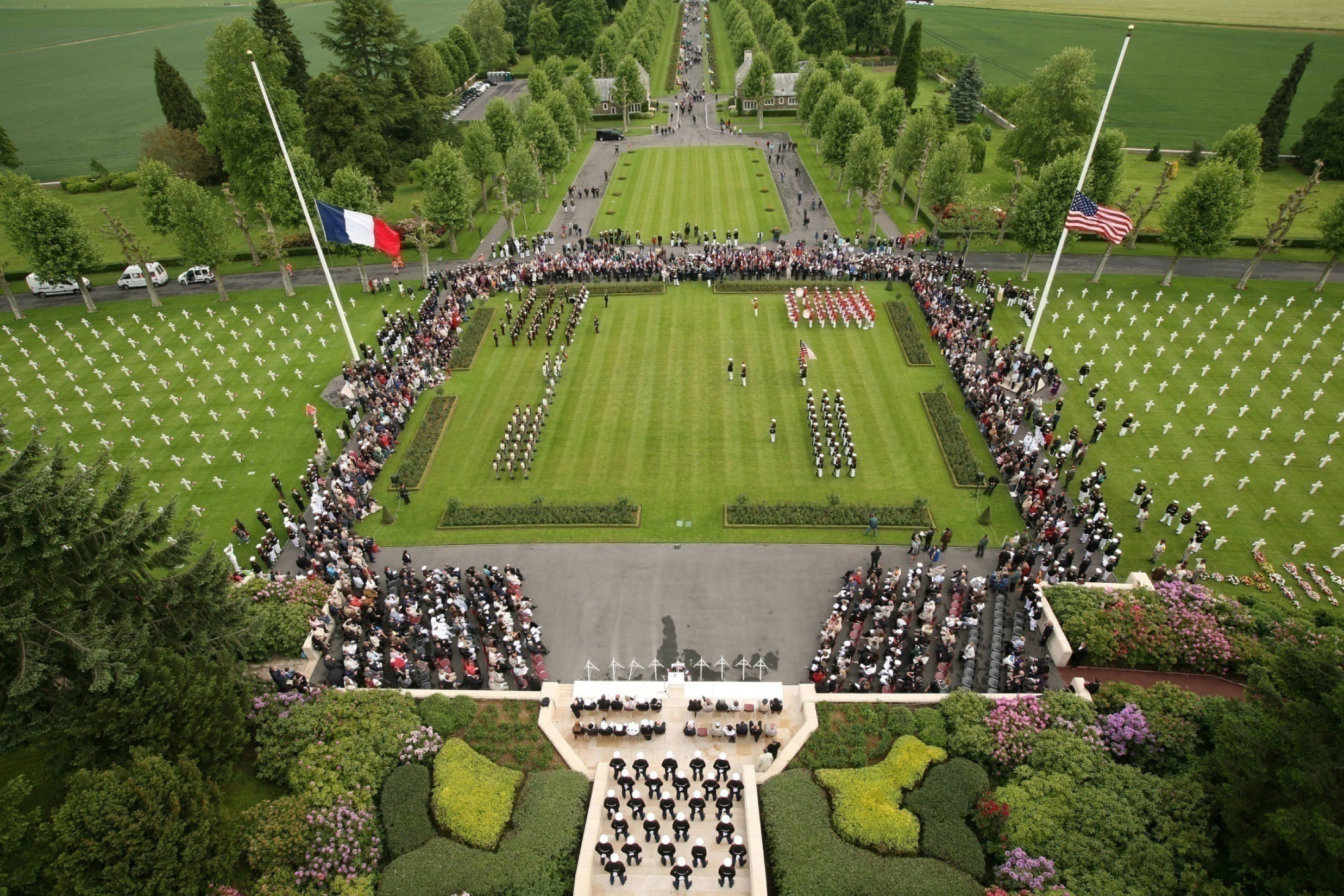
Marines estadounidenses y soldados franceses en el 92.º Aniversario de la batalla del bosque de Belleau

Con Cruces Blancas y Estrellas de David, están marcadas las 2289 tumbas, 250 sin identificar, los nombres de 1060 hombres desaparecidos adornan la pared de una capilla conmemorativa. Los visitantes también pueden visitar el cercano cementerio alemán, donde están enterrados 8625 soldados; 4321 descansan en una fosa común, de estos 3847 no han podido ser identificados. El cementerio alemán se creó en marzo de 1922, e incluye los hombres fallecidos entre el Aisne y el Marne en 1918, junto con 70 hombres que murieron en 1914 en la primera batalla del Marne.
En la ciudad de Nueva York, una zona de 0,197 acres (800 m) en la intersección de la calle 108 y avenida 51 en Queens está dedicada al marine William F. Moore, 47.ª Compañía, 2.º Batallón, 5.º Regimiento. El 5.º y 6.º Regimientos de Marines fueron galardonados por el gobierno francés con el Fourragère por sus acciones en Belleau Wood. Dos buques de la Armada de Estados Unidos han sido bautizados con el nombre Belleau Wood, el USS Belleau Wood (CVL-24) y el USS Belleau Wood (LHA-3).
«Belleau Wood» es una canción compuesta por el artista estadounidense de música Country Garth Brooks. Fue el tema de su decimocuarto álbum de 1997 Sevens. La canción fue coescrita por Joe Henry y cuenta la historia de cómo las dos fuerzas enfrentadas se unieron para interpretar «Noche de paz» durante la Tregua de Navidad.